# Conquête de La Mecque
Vous pouvez aider à l'améliorer ou bien discuter des problèmes sur sa page de discussion.
- Il semble constituer un « POV fork », c'est à dire une scission de contenu visant à imposer un point de vue en créant un article ou une section séparés. Vous pouvez aider en ajoutant des références. (Marqué depuis mars 2017)

Vous pouvez aider à l'améliorer ou bien discuter des problèmes sur sa page de discussion.
- Il ne cite pas suffisamment ses sources. Vous pouvez indiquer les passages à sourcer avec {{référence nécessaire}} ou {{Référence souhaitée}}, et inclure les références utiles en les liant aux notes de bas de page. (Marqué depuis octobre 2016)
- Il adopte un point de vue régional ou culturel particulier et nécessite une internationalisation. (Marqué depuis mars 2017)

- Archive Wikiwix
- Bing
- Cairn
- DuckDuckGo
- E. Universalis
- Gallica
- Google
- G. Books
- G. News
- G. Scholar
- Persée
- Qwant
- (zh) Baidu
- (ru) Yandex

Batailles de Mahomet
La conquête de La Mecque est une bataille qui s'est déroulée en décembre 629 ou janvier 630. Elle voit la victoire des partisans de Mahomet (Musulmans) sur les Qoreychites, et la prise de La Mecque, ville sacrée dans l'Arabie préislamique.

## Contexte
En 628, la tribu mecquois de Quraych et la communauté musulmane de Médine signent une trêve de dix ans, connue sous le nom de traité d'Houdaybiya.
En 630, cette trêve a été rompue par le conflit entre la tribu de Banu Khuza'a alliée à Mahomet, et la tribu de Banu Bakr alliée à Quraych.
Après l'incident, Quraych a envoyé une délégation à Mahomet, demandant le maintien du traité avec les Musulmans et offrant une compensation matérielle. Les forces musulmanes s'étaient rassemblées combattre Quraych et pour l'attaque finale et la prise de La Mecque,.

## La bataille
L'armée musulmane s'est dirigée vers La Mecque le mercredi 29 décembre 629 (Ramadan 6, 8 hijra). 5 des volontaires et des contingents des tribus alliées ont rejoint l'armée musulmane en cours de route, augmentant sa taille à près de 10 000 hommes. C'était la plus grande force musulmane jamais réunie. L'armée est restée à Marr-uz-Zahran, située à dix kilomètres au nord-ouest de La Mecque.
Abu Sufyan, un des dirigeants de la tribu Quraych tenta de rétablir la paix. Selon des sources,[Lesquelles ?] il a rencontré Muhammad 'Abd al-Muttalib ou l'oncle d'al-'Abbâs, que certains chercheurs considèrent comme l'ancêtre de la dynastie abbasside[Information douteuse].
Leur tactique était d'avancer simultanément de tous les côtés vers un objectif central unique. Cela entraînerait la dispersion des forces ennemies et empêcherait leur concentration sur un seul front.
L'armée musulmane est entrée à La Mecque, défendue par un groupe de combattants Quraych et qui a affronté la colonne de Khalid ibn al-Walid. Après une brève escarmouche, Quraych a cédé, après avoir perdu douze hommes. Deux musulmans sont morts.

## Dans la tradition coranique
Selon la tradition musulmane, La Mecque fut conquise par Mahomet et ses partisans le 1er ou le 11 janvier 630 (le 10 de Ramadan, en l'an 8 après l'hégire), après la rupture du traité, brisée par la trahison des Quraych, lorsque la tribu des Banu Bakr, attaqua les Banu Khuza'a. Le traité stipulait que « Toute agression contre une tribu se joignant à l'une ou à l'autre partie serait considérée comme visant cette dernière. ». À la suite de cette violation du traité, Mahomet rassembla une armée d'environ 10 000 hommes et marcha vers La Mecque. Cet événement est également appelé Fatah al-`Adhim (la grande victoire).
Les 10 000 hommes marchèrent sur la ville, et aux portes de La Mecque, ils allumèrent des milliers de flambeaux.[réf. nécessaire]. Le négociateur Abu Sufyan, envoyé par La Mecque auprès des Musulmans, fut contraint de se convertir à l'Islam pour conserver la vie. Le biographe Ibn Hichâm relate ainsi le dialogue entre Abu Sufyan, Mahomet, ainsi que ses compagnons :
- « Malheureux, n'est-il pas temps pour toi, Abu Sufyan, de reconnaître que je suis l'envoyé de Dieu ?
- Je donnerais ma vie pour toi ! Quant à reconnaître ce second point, j'en conçois encore au fond de moi-même quelque doute ». Abbas poursuivait : « Malheureux, convertis-toi et témoigne qu'il n'y a qu'un seul Dieu, et que Muhammad est son envoyé, avant que ta tête ne roule à terre ». Il se convertit et prononça le témoignage de la vérité »[7].

Abu Sufyan revint annoncer les conditions du prophète : la cité de La Mecque ne risque rien si elle accueille les vainqueurs sans résistances. Les musulmans investissent donc la ville sans qu'aucune goutte de sang ne tombe.
La religion du prophète a reconduit les cérémonies du hadj pré-islamique en supprimant toutes pratiques païennes. Et afin de se démarquer du pèlerinage païen du passé, le prophète le libère de tout lien avec le mouvement des saisons en entérinant définitivement le comput lunaire. (Coran : 9; 36sqq.).

## Conséquence
Plusieurs personnes Qoreychites furent condamnées à mort à la suite de la prise de la ville. Abd Allâh ibn Saad ibn Sarh obtient néanmoins la protection de Othmân ibn Affân, et Ikrimah ibn Abi Jahl fut gracié à la suite de sa conversion à l'islam. Des deux chanteuses interdites par Mahomet furent également condamnées, l'une fut exécutée et l'autre graciée, également à la suite de sa conversion.
La Kaaba, lieu de culte pré-islamique, fut à partir de la prise de la ville, dédié uniquement à l'Islam et un lieu de culte majeur vers lequel se tournent les fidèles pour prier.
Quelques mois plus tard se déroula la bataille de Hunayn, qui vit la victoire des Musulmans sur la tribu Hawazin.
Ces batailles constituent les dernières permettant l'unification des tribus arabes du Nord, menées par Mahomet qui décède en 632. Ces successeurs, les Rachidounes, vont conduire la politique d'expansion de l'islam, et dès 633 à la guerre contre la Perse puis contre celles contre l'Empire byzantin.

## Filmographie
- 1976 : Le Message (Al-risâlah), de Moustapha Akkad